# پترا بیله
پترا بیله (انگلیسی: Petra Behle؛ زادهٔ ۵ ژانویهٔ ۱۹۶۹) ورزشکار دوگانه اهل آلمان بود.